# Maratona aquática no Campeonato Mundial de Esportes Aquáticos de 2011 - 5 km feminino
A prova de 5 quilômetros feminino da maratona aquática no Campeonato Mundial de Esportes Aquáticos de 2011 foi realizada no dia 22 de julho na praia de Jinshan, distrito de Xangai.

## Medalhistas
| Ouro                | Prata                | Bronze                      |
| Swann Oberson (SUI) | Aurelie Muller (FRA) | Ashley Grace Twichell (USA) |

## Resultados
Estes foram os resultados da prova. 
| Pos.              | Nadadora                       | Nacionalidade  | Tempo     |
| ----------------- | ------------------------------ | -------------- | --------- |
| Medalha de ouro   | Swann Oberson                  | Suíça          | 1:00:39.7 |
| Medalha de prata  | Aurelie Muller                 | França         | 1:00:40.1 |
| Medalha de bronze | Ashley Twichell                | Estados Unidos | 1:00:40.2 |
| 4                 | Rachele Bruni                  | Itália         | 1:00:42.2 |
| 5                 | Ekaterina Seliverstova         | Rússia         | 1:00:44.1 |
| 6                 | Ophelie Aspord                 | França         | 1:00:44.9 |
| 7                 | Ana Marcela Cunha              | Brasil         | 1:00:46.7 |
| 8                 | Danielle de Francesco          | Austrália      | 1:00:46.8 |
| 9                 | Cara Baker                     | Nova Zelândia  | 1:00:47.3 |
| 10                | Jana Pechanová                 | Chéquia        | 1:00:47.4 |
| 11                | Poliana Okimoto                | Brasil         | 1:00:48.3 |
| 12                | Eva Fabian                     | Estados Unidos | 1:00:50.0 |
| 13                | Elizaveta Gorshkova            | Rússia         | 1:00:50.4 |
| 14                | Alice Franco                   | Itália         | 1:00:50.7 |
| 15                | Teja Zupan                     | Eslovênia      | 1:00:52.6 |
| 16                | Isabelle Härle                 | Alemanha       | 1:00:52.9 |
| 17                | Shi Yu                         | China          | 1:01:00.3 |
| 18                | Marta Recio Paneque            | Espanha        | 1:01:01.9 |
| 19                | Isabell Donath                 | Alemanha       | 1:01:06.2 |
| 20                | Wang Hefei                     | China          | 1:01:06.8 |
| 21                | Bonnie MacDonald               | Austrália      | 1:01:08.3 |
| 22                | Inha Kotsur                    | Azerbaijão     | 1:01:15.4 |
| 23                | Zaira Edith Cardenas Hernandez | México         | 1:01:19.3 |
| 24                | Iris Matthey                   | Suíça          | 1:01:21.5 |
| 25                | Alona Berbasova                | Ucrânia        | 1:01:22.6 |
| 26                | Zsofi Balazs                   | Canadá         | 1:01:39.0 |
| 27                | Yanel Pinto                    | Venezuela      | 1:01:44.6 |
| 28                | Lizeth Rueda Santos            | México         | 1:01:52.1 |
| 29                | Nadine Williams                | Canadá         | 1:02:06.8 |
| 30                | Katia Barros                   | Equador        | 1:02:19.7 |
| 31                | Ayano Koguchi                  | Japão          | 1:03:20.2 |
| 32                | Nataly Caldas                  | Equador        | 1:04:40.7 |
| 33                | Nicole Brits                   | África do Sul  | 1:04:53.1 |
| 34                | Chan Fiona On Yi               | Hong Kong      | 1:04:53.2 |
| 35                | Yessy Yosaputra                | Indonésia      | 1:04:56.1 |
| 36                | Cindy Toscano                  | Guatemala      | 1:05:04.1 |
| 37                | Laila El Basiouny              | Egito          | 1:06:15.3 |
| 38                | Jessica Roux                   | África do Sul  | 1:07:46.2 |
| 39                | Merna Mohamed                  | Egito          | 1:10:23.4 |
| –                 | Cassandra Lily Patten          | Reino Unido    | DNF       |
| –                 | Annisa Fabiola                 | Indonésia      | DNS       |
| –                 | Kalliopi Araouzou              | Grécia         | DSQ       |
| –                 | Yumi Kida                      | Japão          | DSQ       |

Legenda
| Recorde mundial       | Recorde mundial (World record)               |                       | Recorde africano                      | Recorde africano (African) |                                           | Q | Classificado por posição (Qualified) |
| Recorde do campeonato | Recorde do campeonato (Championship record)  | Recorde da América    | Recorde da América (Americas)         | q                          | Classificado por melhor tempo (Qualified) |   |                                      |
| Melhor marca do ano   | Melhor marca do ano (World leading)          | Recorde asiático      | Recorde asiático (Asian)              | DNS                        | Não largou (Did not start)                |   |                                      |
| Recorde nacional      | Recorde nacional (National record)           | Recorde europeu       | Recorde europeu (European)            | DNF                        | Não terminou (Did not finish)             |   |                                      |
| Recorde pessoal       | Recorde pessoal do atleta (Personal best)    | Recorde da Oceania    | Recorde da Oceania (Oceania)          | DSQ / DQ                   | Desclassificado (Disqualified)            |   |                                      |
| Recorde da temporada  | Recorde da temporada do atleta (Season best) | Recorde sul-americano | Recorde sul-americano (South America) | NM                         | Sem marca (No mark)                       |   |                                      |